# Ypthima asteropina
Ypthima asteropina är en fjärilsart som beskrevs av Embrik Strand 1913. Ypthima asteropina ingår i släktet Ypthima och familjen praktfjärilar. Inga underarter finns listade i Catalogue of Life.